# Zátopek!
Zátopek! je miniopera anglické skladatelky Emily Howardové na libreto Selmy Dimitrijevicové věnovaná českému běžci Emilu Zátopkovi. Opera byla napsána v letech 2011–2012 a 15. června 2012 měla premiéru v Epstein Theatre v Liverpoolu.

## Vznik a charakteristika
Krátkou komorní operu o Emilu Zátopkovi u obou autorek koncem roku 2010 objednala liverpoolská operní společnost Second Movement s za prostředky z projektu „New Music 20x12“, který měl při příležitosti Londýnské kulturní olympiády, provázející Letní olympijské hry v Londýně roku 2012, dát vzniknout sérii dvaceti dvanáctiminutových oper se sportovní tematikou od různých britských skladatelů (podle počítání autorky má nakonec Zátopek! 13 minut 57 sekund).
Dramatička Selmy Dimitrijevicová a skladatelka – rovněž talentovaná matematička a šachistka – Emily Howardová věnovaly přípravě opery mnoho studia; navštívily i v Praze Danu Zátopkovou (což jim pomohlo ztvárnit její osobnost v opeře) a v Londýně Zátopkova soupeře sira Christophera Chatawaye a pokoušely se vžít do Zátopkových pocitů při běhu. „Vymyslela jsem si pětikilometrový okruh kolem místa, kde bydlím, a běhala jsem po něm. Vlastně to bylo docela návykové. S náboženským zápalem jsem běhala celou dobu, kdy jsem na opeře pracovala,“ uvedla Howardová; běh ji pomohl najít potřebný rytmus a způsob střídání a intenzity témat, které do opery zařadila. „Každý nám říkal, že Zátopek přemýšlel víc než ostatní. Hlavou se mu mohla honit spousta věcí, neuvěřitelných i tajemných, a my jsme zkusili operu napsat tak trochu jako fantazii – spíš o podivných věcech, které mu šly hlavou, než o závodě samotném.“ (Howardová)
Opera měla světovou premiéru 15. června v Liverpoolu a reprízu následujícího dne vysílala BBC (Radio 3). Po Liverpoolu se hrála rovněž v Londýně v rámci „New Music 20x12 Weekend“ (15. července 2012 Purcell Room, The Southbank Centre). V pěvecky, ale též fyzicky náročné titulní roli se představil americký tenorista John McMunn. Již při zadání se počítalo i s provedením v Česku, z něhož však pro nedostatek peněz sešlo, stejně jako ze zamýšleného uvedení v Berlíně.
Hudba je moderní, ale přístupná. Howardová zachycuje Zátopkovu poněkud podivínskou osobnost i jeho na pohled nemotorný styl běhu tím, že jeho hudba je ve stálém mírném harmonickém posunu proti okolí. Z atonálního pozadí vystupují četná tonální místa – vojenský pochod, milostný duet Emila a Dany nebo závěrečná bujará, slovy jednoho z recenzentů až „pivniční“ píseň.
Kritický pohled na tuto minioperu byl velmi příznivý. Recenzent A. Hickling v listu The Guardian o Zátopkovi napsal, že „je téměř šíleně ambiciózní, stejně jako její hrdina,“ a za jediný nedostatek označil hustotu nápadů, která by potřebovala větší prostor. I BBC Music Magazine napsal, že Zátopek! „srší nápaditostí“ a zařadil ji mezi nejlepší díla, ke kterým projekt „New Music 20x12“ vedl.

## Osoby a první obsazení
| osoba                                                    | hlasový obor | premiéra (15.6.2012)           |
| -------------------------------------------------------- | ------------ | ------------------------------ |
| Emil Zátopek                                             | tenor        | John McMunn                    |
| Startér / Zátopkova matka                                | alt          | Suzanne Dymott                 |
| Alain Mimoun                                             | baryton      | Peter Braithwaite              |
| Christopher Chataway / Zátopkův mistr / Zátopkův velitel | baryton      | Toby Girling                   |
| Dana Zátopková                                           | mezzosoprán  | Wendy Dawn Thompson            |
| Komentátorka                                             | soprán       | Rosalind Coad                  |
| Herbert Schade / Zátopkův otec                           | baryton      | Kris Belligh                   |
| Diváci (smíšený a dětský sbor)                           |              |                                |
| Dirigent:                                                | Dirigent:    | Clark Rundell (Ensemble 10:10) |
| Režie:                                                   | Režie:       | Danielle Urbas                 |

## Děj opery

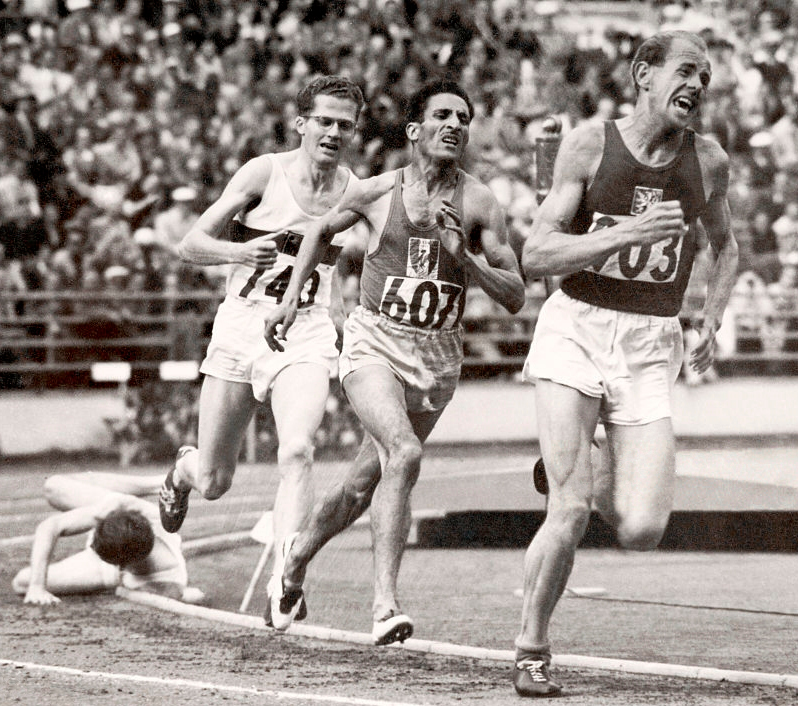
Jedna ze situací zachycených v opeře: Zátopek předbíhá Mimouna a Schadeho, za nimi upadl Chataway.

Rámcem děje je jeden konkrétní Zátopkův závod, totiž běhu na 5000 metrů na Letních olympijských hrách v Helsinkách roku 1952. Zátopek přichází na start, přátelsky zdraví své tři soupeře– Alaina Mimouna, Christophera Chatawaye a Herberta Schadeho – kteří jeho postavu provázejí po celou operu. Na výstřel všichni vybíhají. Epizody ze samotného průběhu zápasu – jako hecování s Herbertem Schadem nebo Chatawayovo upadnutí – se střídají s vnitřními monology Zátopka a scénami, které se mu vybavují: jeho rodiče, jeho mistr v Baťově továrně i jeho vojenský velitel, kteří jeho vášeň pro běhání nechápou, i setkání s jeho energickou a samostatnou životní souputnicí Danou. Konec opery zachycuje moment, kdy se Zátopek za povzbuzování diváckého davu v závěrečném finiši dostává ze čtvrté pozice na první, poté jeho vítězství, převzetí zlaté medaile a oslavu – doprovázenou jásavou, „opilou“ hudbou.

## Nahrávka
- 2012 (vydala NMC Recordings, NMC DL 2012-10), živý záznam v premiérovém obsazení.[1]